# Otto Schutzmeister
Otto Schutzmeister (* 14. Oktober 1920 in Gernrode; † 19. Oktober 1985 in Eisenhüttenstadt) war ein deutscher Maler und Grafiker in der DDR.

## Leben und Werk
Schutzmeister kam aus einer Arbeiterfamilie. Ab 1934 machte er eine Lehre als Polsterer und arbeitete bis 1940 in diesem Beruf. Von 1942 bis 1943 nahm er als Soldat der Wehrmacht am Zweiten Weltkrieg teil. Er wurde schwer verwundet, und sein linker Arm musste amputiert werden. 1942 bis 1945 studierte er Innenarchitektur an der Kunstgewerbe- und Handwerkerschule Magdeburg und an der Kunstgewerbeschule Erfurt. Als Autodidakt war er ab 1946 in Gernrode freischaffend als Maler und Grafiker tätig, wobei er sich „an allen bildkünstlerischen Techniken versuchte, er zeichnete und malte mit Kreide, Feder, Pinsel und Kugelschreiber. Er machte Linolschnitte, Glas- und Keramikbilder… Bemerkenswert seine vielen Darstellungen arbeitender Menschen… Auffallend an den Werken … ist die intensive Farbigkeit.“ 1962 zog Schutzmeister nach Eisenhüttenstadt. Dort war er 1963 bis 1970 Vorsitzender des Bezirksverbandes Frankfurt/Oder des Verbandes Bildender Künstler. Wegen einer schweren Erkrankung unterbrach er seine künstlerische Arbeit ab 1971. Ab 1978 war er wieder in Eisenhüttenstadt freiberuflich als Maler und Grafiker tätig. Dabei arbeitete er u. a. mit Großbetrieben in Eisenhüttenstadt, Schwedt und Frankfurt/Oder zusammen. In Ikonographie und Darstellungsweise war Schutzmeister, vor allem in den 50er Jahren unter dem Einfluss des Neorealismo, ein typischer Vertreter des sozialistischen Realismus.
Der künstlerische Nachlass Schutzmeisters befindet sich im Städtischen Museum Eisenhüttenstadt.
Schutzmeister war verheiratet mit der Bibliothekarin Sonja Schutzmeister.

## Ehrungen
- 1960 Kunstpreis des Bezirks Halle
- 1964 Kunstpreis des Bezirks Frankfurt/Oder
- 1965 Johannes-R.-Becher-Medaille

## Werkbeispiele

### Werke im öffentlichen Raum und baugebundene Werke
- Schulische Arbeitsgemeinschaft; Bleiglasfenster in einer Schule in Eisenhüttenstadt, seit 2019 im Foyer des Rathauses Eisenhüttenstadt; 1966[6]
- Weltall-Erde-Mensch; Freistehende Mosaikwand im Wohnkomplex VI Eisenhüttenstadt; 1969[7]

### Tafelbilder
- Die Holzfäller (1957, Öl; Kunstmuseum Moritzburg Halle/Saale)[8]
- Schachtmeister Wilhelm Elze (Öl, 89 × 60 cm; auf der Vierten Deutschen Kunstausstellung)[9]
- Bergmann (1953, Öl)[10][11]
- Demonstration (1952, Öl)[12][11]
- Brigade des Baggers 431 im VEB Braunkohlewerk Nachterstedt (Öl, 170 × 122 cm; auf der Vierten Deutschen Kunstausstellung)[13]
- Der Tagebauleiter Kurt Jacob (1960, Öl, 108 × 70 cm)[14]

- Baggerführerin Maria Eisfeld (Öl; auf der Vierten Deutschen Kunstausstellung)[15]
- Kampfgruppe (1960, Öl)[16]
- Masselgießer Bernd Prawitz (1964, Öl)[17]
- Genosse W. Friebe (1966, 98 × 68 cm)[18]
- Reiche Ernte (1966, Öl, 150 × 276)[19]

- Jugendweihe (Öl; auf der Fünften Deutschen Kunstausstellung)[20]
- Stillleben mit Fernseher (Öl; 1967; auf der VI. Deutschen Kunstausstellung)[21]

## Ausstellungen (unvollständig)

### Postume Einzelausstellung
- 2020:  Eisenhüttenstadt, Galerie des Städtischen Museums („Werke und Schaffen“, anlässlich des 100. Geburtstages)

### Teilnahme an zentralen und wichtigen regionalen Ausstellungen in der DDR
- 1964, 1969, 1976, 1979 und 1985: Dresden, Bezirkskunstausstellungen
- 1958/1959, 1962/1963 und 1967/1968: Dresden, Vierte bis VI. Deutsche Kunstausstellung
- 1968: Halle/Saale, Staatliche Galerie Moritzburg („Sieger der Geschichte“)
- 1971: Berlin, Altes Museum („Das Antlitz der Arbeiterklasse in der bildenden Kunst der DDR“)